# Sarah Storey
Sarah Storey, née Bailey le 26 octobre 1977, est une athlète britannique, dix-neuf fois championne paralympique (5 fois en natation et 14 en cyclisme).

## Biographie
Elle est née avec une malformation de la main gauche.
Elle découvre la natation à 10 ans et gagne ses premières médailles dès 14 ans. Mais suite à des otites à répétition, elle se réoriente vers le vélo.
Elle souffre durant son adolescence de harcèlement et de désordres alimentaires. Sa pratique sportive l'aide à les surmonter.
Elle est mariée à Barney Storey, guide valide pour les cyclistes malvoyants. Ils ont deux enfants.

## Carrière sportive

### Premiers Jeux (1992-1996)
(avril 2022).
Elle prend part à ses premiers Jeux paralympiques lors des Jeux de Barcelone en 1992, en natation, à l'âge de 14 ans. Elle prend part à six épreuves individuelles dans la catégorie S10 (celle des handicaps physiques les moins lourds), et à deux épreuves de relai en équipe. Elle remporte deux médailles d'or (100 m dos, avec un record du monde en 1:15.09, et 200 m medley, avec un record du monde en 2:39.32), trois médailles d'argent (400 m nage libre, 4x100 relai nage libre, 4x100 m relais medley) et une de bronze (100 m nage libre). Aux Jeux d'Atlanta en 1996, l'équipe de relais britannique dont elle fait partie ne monte pas sur le podium, mais Sarah Bailey obtient une médaille dans chacune de ses cinq épreuves individuelles : elle remporte trois médailles d'or (100 m dos, 100 m brasse, et 200 m medley avec un nouveau record du monde en 2:38.38), une d'argent (400 m nage libre) et une de bronze (100 m nage libre). Ce seront ses derniers titres paralympiques en natation,.
En 1998, elle est nommée membre de l'ordre de l'Empire britannique (MBE). En 1999, elle obtient une licence d'éducation physique et de physiologie de l'exercice physique à la Leeds Metropolitan University.

### Jeux paralympiques 2000-2004
Aux Jeux paralympiques d'été de 2000 à Sydney elle prend part à six épreuves de natation (quatre individuelles et deux en relai), mais obtient "uniquement" deux médailles d'argent (100 m dos, et 4x100 relais medley). Tenante du titre en 100 m dos depuis 1992, elle est battue par l'Américaine Karen Norris ; au 200 m medley, où elle est également tenante du titre depuis 1992, elle termine quatrième, battue de plus de dix secondes par la Canadienne Jessica Sloan. Aux Jeux d'Athènes en 2004, elle obtient deux médailles d'argent (100 m brasse, 200 m medley) et une de bronze (100 m nage libre).

Peu après les Jeux de 2004, une infection auriculaire la contraint d'interrompre temporairement son entraînement dans le bassin, et elle s'intéresse au cyclisme handisport. En 2005, elle rejoint l'équipe nationale britannique, et remporte ses premières médailles : trois d'or et une d'argent aux Championnats d'Europe. Aux Championnats du monde de cyclisme handisport de 2006, elle remporte une médaille d'or et une de bronze sur piste, et deux médailles d'argent sur route. Elle réitère cette performance sur piste aux Championnats du monde de 2007
 (avril 2022).
. Cette même année, elle épouse Barney Storey, guide valide pour cyclistes aveugles ou malvoyants aux Jeux paralympiques. De 2009 à 2012, elle remporte douze médailles d'or et une d'argent aux Championnats du monde de cyclisme handisport ; elle remporte aussi deux médailles d'or par équipe en Coupe du monde de cyclisme sur piste en 2011, parmi les valides.

### Jeux paralympiques 2008
Aux Jeux paralympiques d'été de 2008 à Pékin, elle prend part à deux épreuves de cyclisme sur piste et une sur route. Sur route, dans l'épreuve de contre-la-montre individuel catégorie LC1-2/CP4 (qui regroupe divers handicaps), elle obtient la médaille d'or en 37:16.65. Sur piste, elle est cinquième au 500 m contre-la-montre LC1-2/CP4, mais remporte la médaille d'or en poursuite individuelle LC1-2/CP4, battant l'Américaine Jennifer Schuble en finale. (Elle franchit la ligne d'arrivée plus de vingt-six secondes avant son adversaire, mais Schuble étant bien plus lourdement handicapée que Storey, le chrono de l'Américaine est ramené à tout juste deux centièmes de seconde derrière la Britannique.) En 2009, elle est faite officier de l'ordre de l'Empire britannique (OBE).
Elle est, avec l'archère Danielle Brown, l'une des deux premières athlètes handisport qualifiées au mérite parmi les valides dans la délégation anglaise aux Jeux du Commonwealth, lors des Jeux de 2010 à Delhi. Elle prend part à l'épreuve de poursuite individuelle 3 km sur piste ; battue par la Néo-Zélandaise Jaime Nielsen, elle se classe sixième sur treize.
À la suite de ses résultats en équipe lors de la Coupe du monde de cyclisme sur piste en 2011 (valides), elle est l'une des cinq cyclistes britanniques féminines considérées pour les trois places de l'épreuve de poursuite en équipe aux Jeux olympiques de Londres (pour les valides), mais elle n'est finalement pas parmi les trois retenues. Elle aurait été la première cycliste handisport à se qualifier parmi les valides aux Jeux olympiques.

### Jeux paralympiques 2012
Aux Jeux paralympiques d'été de 2012 à Londres, elle prend part à quatre épreuves de cyclisme individuelles, catégorie C5 (pour handicaps physiques les moins lourds), et obtient l'or à chacune d'entre elles. En poursuite individuelle sur piste (3 km), en finale, elle rattrape son adversaire, la Polonaise Anna Harkowska, avant la mi-parcours, obtenant ainsi la première médaille d'or du Royaume-Uni à ces Jeux. Elle remporte ensuite le 500 m contre-la-montre sur piste en 36,997 s, le contre-la-montre sur route en 22:40.66, et l'épreuve sur route en 1:40:36. Avec ses onze médailles d'or et vingt-deux médailles au total au cours de sa carrière, elle est alors décrite comme « la plus grande athlète britannique des Jeux paralympiques modernes ». La Royal Mail produit quatre timbres à son effigie pour célébrer ses quatre titres paralympiques à Londres, et repeint en or quatre de ses célèbres boites postales rouges à travers le pays.
En janvier 2013, elle est nommée dame commandeur de l'ordre de l'Empire britannique.

### Tentative de record de l'heure (2015)
En décembre 2014, elle annonce vouloir battre le record de l'heure cycliste le 28 février 2015 au Lee Valley VeloPark de Londres. Elle échoue dans sa tentative en parcourant 45,502 kilomètres, soit 563 mètres de moins que la Néerlandaise Leontien van Moorsel.

## Palmarès en cyclisme sur piste

### Coupe du monde
- 2010-2011
  - 1re de la poursuite par équipes à Manchester (avec Wendy Houvenaghel et Joanna Rowsell)
- 2011-2012
  - 1re de la poursuite par équipes à Cali (avec Wendy Houvenaghel et Laura Trott)

### Championnats de Grande-Bretagne
- 2008
  -  Championne de Grande-Bretagne de poursuite
- 2009
  -  Championne de Grande-Bretagne de poursuite
- 2010
  -  Championne de Grande-Bretagne de poursuite par équipes (avec Danielle King et Alexandra Greenfield)
  - 2e de la poursuite
- 2011
  -  Championne de Grande-Bretagne de poursuite par équipes (avec Danielle King et Joanna Rowsell)
- 2014
  -  Championne de Grande-Bretagne de course aux points
  - 2e de la poursuite par équipes

## Palmarès en cyclisme sur route
- 2011
  - 3e du championnat de Grande-Bretagne du contre-la-montre
- 2014
  - 2e étape du Tour de Bretagne (contre-la-montre)
  - 3e du championnat de Grande-Bretagne du contre-la-montre
- 2015
  - 3e du championnat de Grande-Bretagne du contre-la-montre
- 2016
  - 3e du championnat de Grande-Bretagne du contre-la-montre